# Walka Anarchistyczna
Walka Anarchistyczna (kurd. Tekoşîna Anarşîst, TA) – anarchistyczna pomocnicza jednostka wojskowa, składająca się głównie z międzynarodowych ochotników do walki po stronie ludności kurdyjskiej w Rożawie podczas syryjskiej wojny domowej. Powstała w 2017, a następnie została włączona do Międzynarodowego Batalionu Wolności. 
Jest to czwarta znana jednostka Syryjskich Sił Demokratycznych, która deklaruje się jako anarchistyczna.

## Historia
Chociaż Walka Anarchistyczna była aktywna od sierpnia 2017, jednostka nie ogłosiła publicznie swojego istnienia aż do 10 stycznia 2019, kiedy wydała oficjalne oświadczenie, szybko podchwycone przez strony internetowe, takie jak It's Going Down, Enough is Enough, Voices in Movement czy polskiego Czarna Teoria.

### Bitwa o Afrin
Na początku 2018, w obliczu inwazji Turcji na kanton Afrin, powstała jednostka międzynarodowych ochotników o nazwie Anti-Fascist Forces in Afrin (AFFA), do której zostali włączeni członkowie Walki Anarchistycznej. Grupa brała udział w bitwie o Afrin na początku 2018 przeciwko armii tureckiej i Wolnej Armii Syrii, życie w walce straciło kilkudziesięciu międzynarodowych ochotników, jednym z nich był „Şevger Ara Makhno” (pseudonim młodego tureckiego anarchisty). Jego prawdziwa tożsamość nie została ujawniona, aby chronić jego rodzinę, mieszkającą w Turcji, przed ewentualnymi represjami.

### Ofensywa w Dajr az-Zaur
Po bitwie o Afrin, grupa zmobilizowała się i ruszuła do miasta Al-Baghuz Faukani, aby wykonać czynności związane z pomocą medyczną dla bojowników i zmobilizować ochotników do walki z ostatnią twierdzą Państwa Islamskiego w Syrii. 18 marca 2019 media związane z ISIS ogłosiły na kanale Telegram śmierć „włoskiego bojownika” w zasadzce podczas bitwy o Baghuz. Był to Lorenzo Orsetti, 33-letni anarchista z Florencji, również członek Walki Anarchistycznej. Jego śmierć została potwierdzona zarówno przez jednostkę anarchistyczną, jak i przez Powszechne Jednostki Ochrony. Wiadomość ta wstrząsnęła opinią publiczną we Włoszech, młody anarchista został uznany za „bohatera” przez różne media i osobistości, podczas gdy inni krytykowali „włoską hipokryzję” wobec międzynarodowych ochotników, którzy przyłączają się do Kurdów, a po powrocie do Włoch są ścigani sądownie. Jego ciało zostało przetransportowane kilka dni później do Florencji, rodzinnego miasta. Pamięć o nim jest żywa głównie wśród anarchistów i podtrzymywana przez organizacje takie jak np. Włoska Federacja Anarchistyczna.